# Cave Spring Trail
 (juin 2020).
Le Cave Spring Trail est un sentier de randonnée du comté de San Juan, dans l'Utah, aux États-Unis. Protégé au sein du parc national des Canyonlands, cette boucle de 0,6 mille mène notamment au Cave Springs Cowboy Camp, ancien campement inscrit au Registre national des lieux historiques depuis le 7 octobre 1988.